# Scotty Lago
Scotty Lago (Seabrook (New Hampshire), 12 november 1987) is een Amerikaanse snowboarder. Hij vertegenwoordigde zijn vaderland op de Olympische Winterspelen 2010 in Vancouver.

## Carrière
Bij zijn wereldbekerdebuut, in februari 2003 in Turijn, scoorde Lago direct zijn eerste wereldbekerpunten. In november 2006, drieënhalf jaar na zijn debuut, boekte de Amerikaan in Saas-Fee zijn eerste wereldbekerzege. Op de wereldkampioenschappen snowboarden 2007 in Arosa eindigde Lago als negende op het onderdeel big air en als twaalfde op het onderdeel halfpipe.
Tijdens de Olympische Winterspelen van 2010 in Vancouver veroverde Lago de bronzen medaille in de halfpipe.

## Resultaten

### Olympische Spelen
| Jaar | Plaats    | Resultaten |
| ---- | --------- | ---------- |
| 2010 | Vancouver | Halfpipe   |

### Wereldkampioenschappen
| Jaar | Plaats | Resultaten              |
| ---- | ------ | ----------------------- |
| 2007 | Arosa  | 9e Big Air 12e Halfpipe |

### Wereldbeker

#### Eindklasseringen
| Seizoen   | Algm | HP  | BA   |
| --------- | ---- | --- | ---- |
| 2002/2003 | -    | -   | 129e |
| 2004/2005 | -    | 70e | -    |
| 2005/2006 | 200e | 71e | -    |
| 2006/2007 | 67e  | 23e | -    |
| 2008/2009 | 161e | 93e | 39e  |
| 2009/2010 | 199e | 62e | -    |

#### Wereldbekerzeges
| Datum            | Plaats   | Onderdeel |
| ---------------- | -------- | --------- |
| 23 november 2006 | Saas-Fee | Halfpipe  |